# Wang Yifu
En aquest nom xinès, el cognom és Wang.
Wang Yifu (en xinès tradicional: 王義夫; xinès simplificat: 王义夫; pinyin: Wáng Yìfū) (Liaoyang, República Popular de la Xina 1962) és un tirador olímpic xinès, ja retirat, guanyador de sis medalles olímpiques.

## Biografia
Va néixer el 4 de desembre de 1962 a la ciutat de Liaoyang, població situada a la província de Liaoning. Està casat amb la tiradora xinesa Zhang Qiuping.

## Carrera esportiva
Especialitzat en les proves de 10 metres en pistola d'aire i 50 metres en pistola lliure, va participar als 23 anys en els Jocs Olímpics d'Estiu de 1984 realitzats a Los Angeles (Estats Units), on va aconseguir guanyar la medalla de bronze en la prova de 50 metres en pistola lliure. En els Jocs Olímpics d'Estiu de 1988 celebrats a Seül (Corea del Sud) va finalitzar vuitè en la prova dels 50 m. pistola lliure, aconseguint un diploma olímpic, i quinzè en la prova dels 10 m. en pistola d'aire.
Als Jocs Olímpics d'Estiu de 1992 celebrats a Barcelona (Catalunya) va aconseguir guanyar la medalla d'or en els 10 m. en pistola d'aire i la medalla de plata en els 50 m. en pistola lliure. Gran favorit per repetir l'èxit en els Jocs Olímpics d'Estiu de 1996 realitzats a Atlanta (Estats Units), en la prova dels 10 m. pistola d'aire aconseguí la medalla de plata i en els 50 m. pistola lliure finalitzà sisè, aconseguint un nou diploma olímpic, uns resultats idèntics que repetí en els Jocs Olímpics d'Estiu de 2000 realitzats a Sydney (Austràlia).
En els Jocs Olímpics d'Estiu de 2004 realitzats a Atenes (Grècia), i amb 43 anys, aconseguí guanyar novament la medalla d'or en la prova dels 10 metres en pistola d'aire, establint així mateix un nou rècord olímpic amb 591 punts.
Al llarg de la seva carrera ha guanyat tretze medalles en el Campionat del Món de tir olímpic, entre elles set medalles d'or.